# إعادة بناء الدورة الغلافية فوق الأرض
إعادة بناء الدورة الغلافية فوق الأرض، ACRE، هو مشروع علمي دولي، بدأ في عام 2008، يستعيد ملاحظات الطقس التاريخية لإعادة بناء أنماط الطقس العالمية والمحلية السابقة، وبالتالي دعم إعادة تحليل الأرصاد الجوية. يهدف المشروع إلى جمع بيانات الطقس من الـ 250 سنة الماضية من خلال ربط منظمات الأرصاد الجوية الدولية لدعم مشاريع استعادة البيانات وتصوير ورقمنة ملاحظات الأرصاد الجوية التاريخية التي تتم، على سبيل المثال، في المحطات الداخلية أو المنارات أو عن طريق السفن في البحر أو في الموانئ .  يهدف المشروع إلى إنشاء مجموعات بيانات تاريخية كاملة مكانيًا وزمنيًا، بحيث تكون ذات قيمة على المستوى المحلي أو الإقليمي، وكذلك على المستوى العالمي. تهدف ACRE إلى استعادة الملايين من ملاحظات الطقس التاريخية. سيتم إيداع هذه البيانات في قاعدتي بيانات.
- ISPD - بنك معلومات ضغط السطح الدولي.
- ICOADS - مجموعة البيانات الدولية الشاملة للمحيطات والغلاف الجوي.

سيتم استخدام هذه البيانات أيضًا في إنشاء مجموعة بيانات عالمية لإعادة بناء الطقس التاريخي استنادًا إلى شبكة من درجتين من خطوط العرض بمقدار درجتي خط طول على ست ساعات كل ساعة، بعنوان تحليل القرن العشرين، أو 20CR. تم إصدار الإصدار الأول من 20CR، الذي يغطي 1891 إلى 2008، في خريف 2009. ظهرت النسخة الثانية، التي تغطي 1871 إلى 2010، في ديسمبر 2011. تم نشر الإصدار 3، 20CRv3، الذي يعود إلى عام 1836، في أكتوبر 2019.  من المزمع إتاحة جميع البيانات المستردة و 20CR مجانًا. 

## الشركاء
يحتوي المشروع على تسعة شركاء أساسيين: 
- مركز الأرصاد هادلي سنتر.
- مختبر أبحاث نظام الأرض NOAA.
- المعهد التعاوني للبحوث في علوم البيئة.
- المركز الوطني للبيانات المناخية NOAA.
- المنظمة الدولية لإنقاذ البيانات البيئية (IEDRO).
- المكتبة البريطانية.
- جامعة ساسكس.
- جامعة جيسين.
- جامعة برن.
- جامعة جنوب كوينزلاند.

```
بالإضافة إلى الشركاء الأساسيين، هناك حوالي 35 مشروعًا ومنظمات أخرى تشارك أو ساهمت في استعادة البيانات.
```